# KZO
KZO es un canal de televisión abierta argentino que comenzó a emitirse el 22 de mayo de 2017. Es propiedad de la productora Kuarzo Entertainment Argentina.
El 13 de junio de 2024, inició transmisiónes en la televisión digital terrestre (TDA) en el canal 35.2, en reemplazo de la señal estándar de Canal 9